# Rafiki (film)
Pour plus de détails, voir Fiche technique et Distribution.
Rafiki est un film kényan réalisé par Wanuri Kahiu, sorti en 2018. C'est le premier film kenyan à être sélectionné au festival de Cannes. Il raconte l'histoire de Kena et Ziki, deux lycéennes lesbiennes et de l'homophobie qu'elles subissent dans la société kényane.
Ce film est inspiré de la nouvelle Jambula Tree, écrite par Monica Arac de Nyeko et récompensée par le prix Caine 2007.
Le terme « rafiki » signifie « amie » en swahili.

## Synopsis
Kena est une lycéenne de Nairobi qui rêve de devenir infirmière. Son père tient un magasin et est candidat aux élections locales. Il a quitté la mère de Kena pour une autre femme.
Kena fait la connaissance de Ziki, la fille du candidat rival de son père pour les élections. L'amour nait très vite entre les deux jeunes filles. Mais l'homosexualité est illégale au Kenya. Les jeunes filles seront rapidement confrontées à des comportements homophobes.
Elles sont finalement arrêtées par la police après avoir été tabassées par une foule en colère. Les parents de Ziki décident alors de l'envoyer à Londres.
Quelques années plus tard, Kena travaille dans un hôpital. On lui annonce que Ziki est revenue. Le film s'arrête au moment même où elles se retrouvent.

## Fiche technique
- Réalisation : Wanuri Kahiu
- Scénario : Jenna Cato Bass et Wanuri Kahiu, d'après la nouvelle Jambula Tree de Monica Arac de Nyeko
- Photographie : Christopher Wessels
- Montage : Isabelle Dedieu (montage additionnel : Ronelle Loots)
- Décors : Arya Lalloo
- Costumes : Wambui Thimba
- Production : Steven Markovitz
- Sociétés de production : Big World Cinema, en coproduction avec MPM Film, Schortcut Films, Ape&Bjørn, Rinkel Film, Razor Film Produktion GmbH, Schortcut Films, en association avec Tango Entertainment
- Sociétés de distribution : Météore Films (France), Trigon-film (Suisse), Film Movement (États-Unis)
- Pays de production :  Kenya ; coproduction :  Afrique du Sud,  Allemagne,  Pays-Bas,  France,  Norvège,  Liban,  Royaume-Uni
- Langues originales : anglais et swahili
- Format : couleur - 2,53:1
- Durée : 1h22
- Dates de sortie :
  - France : 9 mai 2018 (festival de Cannes) ; 26 septembre 2018 (sortie nationale)
  - Kenya : 23 septembre 2018

## Distribution
- Samantha Mugatsia : Kena Mwaura
- Sheila Munyiva : Ziki Okemi
- Neville Misati : Blacksta
- Nini Wacera (en) : Mercy, la mère de Kena
- Jimmy Gathu : John Mwaura, le père de  Kena
- Charlie Karumi (en) : Waireri
- Muthoni Gathecha (en) : Mama Atim
- Dennis Musyoka : Peter Okemi, le père de Ziki
- Patricia Amira : Rose Okemi, la mère de Ziki
- Nice Githinji (en) : Nduta, la fille de Mama Atim
- Patricia Kihoro (en) : Josephine
- Mellen Aura : Elizabeth
- Githae Njogu : le pasteur
- Vitalis Waweru : Tom, le jeune homosexuel

## Distinctions

### Récompenses
- FESPACO 2019 : prix d'interprétation féminine pour Samantha Mugotsia[2]

### Sélections
- Festival de Cannes 2018 : en compétition dans la sélection Un certain regard[3].
- Festival du film de Cabourg 2018 : sélection en compétition

## Analyse du film
Rafiki est avant tout une histoire d’amour. C’est un véritable drame shakespearien qui reprend le schéma d’un amour impossible entre deux femmes dont les pères sont rivaux et dans une société kényane conservatrice et répressive envers les homosexuels.
Ce sont aussi des choix esthétiques forts qui ont été remarqués par la critique ; ainsi Thierry Chèze : « Le film a les codes du cinéma africain. Chacune (des jeunes femmes) est associée à une couleur au départ, avant que les couleurs se fondent. Je trouve que c’est un film charmant qui ne bascule pas dans des scènes sur-signifiantes. C’est un beau parti pris. »

### L'amour et le politique
Si le thème principal du film est l’amour queer entre Ziki et Kena, le film dépeint également la vie urbaine africaine (plus particulièrement ici à Nairobi, au Kenya). L’histoire mêle ainsi l’amour au politique. Si l’amour queer est déjà un enjeu politique en soi, par la question de sa légalité et de son acceptation dans les normes sociales, le film le place dans un contexte éminemment politique, celui des élections locales. En effet, les pères des deux femmes se présentent en rivaux aux élections de leur ville.
En étant attirées l’une par l’autre, les deux protagonistes évoluent déjà en dehors des frontières du politiquement correct attendu pour des femmes kényanes. Elles savent qu’elles ne vont pas et ne veulent pas devenir des « femmes kényanes ordinaires », comme on le voit dans la scène où elles parlent de leur futur. On se situe alors immédiatement dans un cadre queer, qui place les personnages en dehors du cadre de la « normalité ». Si « rafiki » signifie « ami » en Swahili, on remarque dans le film qu’on ne parle pas seulement d’amitié mais d’un panel varié de relations, qu’elles soient familiales, sociétales ou amoureuses. La relation entre les deux femmes est socialement perçue comme immorale et répugnantes et légalement pas permise au Kenya.
Le film a été interdit au Kenya et cette censure a participé à donner une visibilité internationale au film, qui a notamment été sélectionné au Festival de Cannes dans la catégorie Un Certain Regard. C’était la première fois qu’un film kényan était sélectionné. Ce film est politiquement engagé, comme la plupart des films à thématique queer, mais encore plus dans un contexte géopolitique kényan où les personnages queer sont quasi invisibles à l’écran. Pour la réalisatrice, ce film est crucial, « ce genre d’histoires est incroyablement important tant parce que nous avons besoin de nous voir représentées à l’écran, de montrer que nous sommes en droit d’avoir une existence heureuse, que pour habituer les autres personnes à nous voir comme ça ».
Si les relations queer ne sont pas légalement autorisées au Kenya, c’est en grande partie à cause du passé colonial. En effet, la criminalisation des citoyens queer ne s’est pas développée après l’indépendance du Kenya mais a été introduite par les britanniques pendant la période coloniale. La politique coloniale britannique au Kenya criminalisait les sexualités dites « anormales », à savoir non hétérosexuelles, d’après un principe de puritanisme moral. Au Royaume-Uni, le Buggery Act of 1533 a été la première loi contre l’homosexualité masculine, rendant la pratique de la sodomie illégale. Cette loi a été étendue à tout l’Empire britannique, dont le Kenya faisait partie. Des années plus tard, en 1885, une nouvelle loi (The Criminal Law Amendment Act) va encore plus loin en rendant illégale toutes les relations homosexuelles masculines, quelles qu’elles soient, tant dans le cadre public que privé. La loi anglaise appliquée au Kenya s’immisce donc dans la sphère privée et cela se ressent dans Rafiki, notamment au moment où Kena et Ziki sont harcelées chez elles.
Après l’indépendance du Kenya en 1963, ces lois héritées de l’époque coloniale restent en majeur partie actives dans le droit kényan. Bien que plusieurs militants et associations activistes pour le droit des personnes LGBTQI+ travaillent aujourd'hui encore à faire évoluer les mentalités et le droit kényan, le pays se positionne toujours comme un pays homophobe et anti-LGBTQI+. Les films comme Rafiki sont donc rares et des objets culturels particulièrement militants.

### La violence dans le film
Le film met en scène la violence envers les personnes queer. La réalisatrice montre plusieurs scènes de violence physiques et psychologiques envers les personnages de Kena et de Ziki, là où les films occidentaux tendent à s’écarter de cette représentation de la violence et de la mort des personnages queer dans les récits (cela se vérifie avec notamment avec le test Vito Russo, qui examine la manière dont les personnages LGBTQ+ sont dépeins et représentés à l’écran, à l’image du test Bechdel pour les femmes à l’écran). Aujourd'hui, les films queer occidentaux tentent de sortir de ces histoires de violences envers les personnes queers, ce qui donne maintenant des histoires queer positives avec des fins heureuses. Aujourd’hui, les représentations de scènes violentes envers des personnes queer dans le cinéma occidental sont mis en scène pour suivre un contexte historique impliquant une certaine violence. D’après Jon Wilson, ce déplacement des histoires queer occidentales de la violence au positivisme serait un privilège et une réponse privilégiée que peuvent se permettre les réalisateurs occidentaux, et qui ne peut s’appliquer à tous les films queers dans le monde. En effet, il explique qu’en prenant en compte le contexte religieux, sexuel et patriarcal dans le continent africain, les enjeux ne sont pas les mêmes.
Dans Rafiki, la violence se diffuse de manière progressive, commençant par des injures envers le personnage de Tom dans le café, puis la violence psychologique à travers le sermon religieux et enfin la violence physique dans le minivan. Cette violence n’est jamais condamnée dans le film, ni par les forces de l’ordre, ni par l’Église ou la famille.

## Autour du film
Le Kenya Film Censorship Board (KFCB), interdit la projection du film au Kenya le 27 avril 2018 en vertu de lois héritées de la période coloniale. À la suite de cette interdiction de diffusion au Kenya, la réalisatrice porte plainte contre le KFCB en argumentant sur la Constitution. Afin de lui permettre de briguer une nomination aux Oscars, la justice kényane lève en septembre 2018, et pour sept jours, la censure du film Rafiki. Il connaît lors de cette courte période un fort succès populaire dans les cinq salles qui programment le film, alors que parallèlement l’association NGLHRC (Commission pour les droits humains des gays et lesbiennes) organise des séances gratuites dans des lieux tenus secrets pour des membres de la communauté LGBT.
Le film est diffusé lors du festival Everybody's perfect de 2018.